# Pecetta
Pecetta è un termine col quale, nel campo dei fumetti, si identifica una tecnica di lettering poco ortodosso. L'operazione viene svolta nel caso in cui sia necessario inserire del testo direttamente sulla tavola, il testo nella lingua originale viene coperto da un rettangolo monocromo (solitamente bianco), in cui poi viene inserito il testo tradotto.

## Vantaggi e svantaggi
Coloro che sono favorevoli a questo sistema sostengono spesso che le immagini risultanti in questo modo sono maggiormente leggibili, che consentono una maggior produttività e un riuso delle immagini per la realizzazione di versioni multilingue delle immagini.
I contrari additano alle case editrici che fanno uso di questa tecnica l'abuso di questo strumento per massimizzare i guadagni a scapito della qualità complessiva dei prodotti. Ritengono che la leggibilità di una pagina editata con delle pecette non sia maggiore rispetto a una che non ne fa uso, inoltre ritengono che snaturi la tavola e che questa non rispecchi più la visione dell'autore della tavola stessa.